# Richmond (Indiana)
Richmond és una població dels Estats Units a l'estat d'Indiana. Segons el cens del 2000 tenia 39.124 habitants.

## Demografia
Segons el cens del 2000, Richmond tenia 39.124 habitants, 16.287 habitatges, i 9.918 famílies. La densitat de població era de 650,8 habitants/km².
Dels 16.287 habitatges en un 27,8% hi vivien nens de menys de 18 anys, en un 43,1% hi vivien parelles casades, en un 13,9% dones solteres, i en un 39,1% no eren unitats familiars. En el 33% dels habitatges hi vivien persones soles el 13,7% de les quals corresponia a persones de 65 anys o més que vivien soles. El nombre mitjà de persones vivint en cada habitatge era de 2,29 i el nombre mitjà de persones que vivien en cada família era de 2,89.
Per edats la població es repartia de la següent manera: un 23,4% tenia menys de 18 anys, un 11% entre 18 i 24, un 27,5% entre 25 i 44, un 21,6% de 45 a 60 i un 16,4% 65 anys o més.
L'edat mediana era de 36 anys. Per cada 100 dones de 18 o més anys hi havia 84,2 homes.
La renda mediana per habitatge era de 30.210$ i la renda mediana per família de 38.346$. Els homes tenien una renda mediana de 30.849$ mentre que les dones 21.164$. La renda per capita de la població era de 17.096$. Entorn del 12,1% de les famílies i el 15,7% de la població estaven per davall del llindar de pobresa.

## Poblacions més properes
El següent diagrama mostra les poblacions més properes.